# Mecodina albopunctata
Mecodina albopunctata är en fjärilsart som beskrevs av George Thomas Bethune-Baker 1906. Mecodina albopunctata ingår i släktet Mecodina och familjen nattflyn. Inga underarter finns listade i Catalogue of Life.